# Finding Teddy
Finding Teddy est un jeu vidéo d'aventure en pointer-et-cliquer développé et édité par Storybird, sorti en 2013 sur Windows, Mac, Linux et iOS.
Il a pour suite Finding Teddy 2.

## Accueil
- Canard PC : 7/10[1]
- Jeuxvideo.com : 15/20[2]